# Rafał Zagozdon
Rafał Stefan Zagozdon (ur. 4 lutego 1961 w Tomaszowie Mazowieckim) – polski samorządowiec, w latach 2006–2014 prezydent Tomaszowa Mazowieckiego.

## Życiorys
Absolwent I Liceum Ogólnokształcącego im. Jarosława Dąbrowskiego w Tomaszowie Mazowieckim.
Ukończył studia ekonomiczne na Wydziale Ekonomiczno-Socjologicznym Uniwersytetu Łódzkiego. Pracował przez wiele lat w Zakładach Włókien Chemicznych „Wistom”, dochodząc do funkcji pełnomocnika dyrektora. Był dyrektorem w Zakładach Przemysłu Skórzanego „NAKO”, zajmował też różne stanowiska w innych spółkach prawa handlowego, a także dyrektora do spraw inwestycji w tomaszowskim Towarzystwie Budownictwa Społecznego. W latach 2002–2006 sprawował mandat radnego rady miejskiej.
W drugiej turze wyborów samorządowych w 2006 został wybrany na urząd prezydenta Tomaszowa Mazowieckiego, pokonując ubiegającego się o reelekcję Mirosława Kuklińskiego. Kandydował jako przedstawiciel lokalnego komitetu „Forum Samorządowo-Ludowe 2006”. W 2010 ponownie wygrał w drugiej turze. Cztery lata później bez powodzenia ubiegał się o reelekcję.